# Lourdes
Lourdes er en by og kommune i Hautes-Pyrénées departementet i Occitanie regionen i det sydvestlige Frankrig.
I 1858 mente 14-årige Bernadette Soubirous at have set Jomfru Maria ved en grotte nær Lourdes, hvilket har gjort byen kendt i den katolske verden.

## Venskabsbyer
Lourdes har følgende venskabsbyer:
- Częstochowa i Polen[1]
- Fátima in Portugal[1]
- Loreto i Italien[1]
- Altötting i Tyskland[1]